# Bolomys lasiurus
Bolomys lasiurus är en däggdjursart som först beskrevs av Lund 1841.  Bolomys lasiurus ingår i släktet Bolomys, och familjen hamsterartade gnagare. Inga underarter finns listade.
Den genomsnittliga kroppslängden (huvud och bål) är 103 mm och svansen blir cirka 75 mm lång. Arten väger ungefär 35 g. Pälsen på ovansidan har en oliv-gråbrun färg och undersidans päls är ljusgrå till vitaktig. Huvudet kännetecknas av avrundade små öron och små ögon. Svansen är täckt med hår.
Denna gnagare förekommer i Sydamerika från centrala Brasilien till centrala Bolivia, Paraguay, norra Uruguay och Argentinas nordöstra spets. Habitatet utgörs av gräsmarker, Cerradon och skogskanter. Individerna kan vara aktiva på dagen och på natten. De äter främst insekter och frukter. Dessutom utgör frön en viktig del av födan.
Individerna gräver komplexa underjordiska tunnelsystem och kamrarna fodras med gräs och blad. Hanarnas revir är 4 000 till 22 000 m² stora och storleken för honornas territorium varierar mellan 1 300 och 5 500 m². Honornas revir är avgränsade från andra honors revir men de kan överlappa med en hanes revir.
Fortplantningen kan ske under alla årstider men de flesta ungar föds under regntiden mellan januari och mars. Honor kan ha flera kullar per år och per kull föds 3 till 6 ungar.